# Hugo Barrionuevo
Hugo Barrionuevo (Buenos Aires, 1932 - 2004) fue un sindicalista y político argentino de origen Socialista, que ejerció como Ministro de Trabajo del presidente Raúl Alfonsín.

## Biografía
Fue secretario general del Sindicato Argentino de Trabajadores de la Industria Fideera (S.A.T.I.F.) desde 1963, y posteriormente secretario general de la CGT entre 1964 y 1966. En 1970 acompañó a José Ignacio Rucci en la recuperación de la CGT, que había sido intervenida por la dictadura, y posteriormente fue secretario de prensa de la CGT.
Enfrentado a la conducción de la CGT, en manos del secretario general Saúl Ubaldini, en 1983 decidió colaborar en la campaña presidencial de Raúl Alfonsín. Amigo del Ministro de Trabajo Antonio Mucci, el 30 de marzo de 1984 fue nombrado por el presidente Delegado Normalizador de la CGT, inmediatamente después del fracaso de la Ley Mucci. En tal cargo mantuvo relaciones tensas pero constantes con el sindicalismo peronista. Propuso un código electoral para las elecciones en los sindicatos, pero este fue rechazado tanto por el gobierno como por la CGT.
El 31 de octubre de ese año fue nombrado Ministro de Trabajo, reemplazando en ese cargo a Juan Manuel Casella, que era rechazado por su origen eminentemente político y radical. Dedicó los primeros meses de su mandato a dirigir la normalización de los sindicatos que aún no habían elegido sus autoridades, los cuales tuvieron elecciones en el mes de diciembre de 1984. En las mismas se confirmó el poder para dirigentes históricos como Lorenzo Miguel, Oscar Lescano o Jorge Triaca, mientras aparecían algunos dirigentes nuevos, como Germán Abdala y Víctor De Gennaro.
Durante su mandato, las relaciones con los sindicatos peronistas fueron especialmente duras: la aplicación del Plan Austral fue identificada por estos como regresiva en contra de los trabajadores, de modo que se lanzaron siete paros generales en contra del gobierno de Alfonsín. Invitó a visitar el país a una delegación de la Organización Internacional del Trabajo, bajo cuyos auspicios se firmó un compromiso entre el gobierno y la CGT para la normalización de las relaciones entre ambos. Pero los proyectos de ley que llevarían adelante ese acuerdo resultaron ser simultáneamente —desde el punto de vista de la CGT— un intento de dividir a la dirigencia gremial; de modo que fue rechazado. El proyecto más importante planeado bajo el mandato de Barrionuevo, un proyecto de moderniación laboral ideado por Armando Caro Figueroa, estaba también orientado en esa dirección: dejaba en manos de las negociaciones entre patrones y sindicatos la continuidad de varios logros sociales históricos de la CGT, borrándolos de las leyes que los habían garantizado hasta ese momento. El rechazo de la central obrera a ese nuevo proyecto llevó a la renuncia de Barrionuevo, presentada el 24 de marzo de 1987.
Desde su renuncia se alejó de toda actividad política o sindical, y falleció en junio de 2004.